# Kövér Kálmán
Kövér Kálmán (Jászberény, 1841. október 26. – 1926. augusztus 22.) orvosdoktor, gyermekorvos, királyi udvari tanácsos.

## Élete
Gimnáziumi tanulmányait szülőhelyén és Egerben végezte, miközben az egri főegyházmegye növendékpapja lett, később azonban a természettudományok iránti hajlamát követve, a papi pályát elhagyta és 1862-ben a budapesti orvosi egyetem hallgatója lett. 1867-ben a pesti szegény gyermekkórház segédorvosává választatott meg. 1868-ban orvosdoktorrá avatták és ugyanakkor felavatási ösztöndíjat nyert. Mint Bókai János egyetemi tanár segéde a gyermekkórházban több mint három évig működött. 1871-ben a vallás és közoktatási minisztérium a porosz- és szászországi kumiszgyógyintézetek látogatásával bízta meg, hogy eme keleten híressé vált lótejbor orvosi hatását a tüdővész ellen tanulmányozza és arról véleményes jelentést tegyen. (Ide vonatkozó ismertetéseit az Orvosi Hetilap 1871-1872. évfolyama ismertette.) Felterjesztése folytán a magyar kormány nálunk felállítani szándékolt kumiszgyógyintézet tervét teljesen elejtették. 1876-ban belügyminiszteri engedéllyel a székesfővárosban nyilvános gyermek-gyógyintézetet nyitott.
Cikkei az Orvosi Hetilapban (1866. Sebesültek körül tett tapasztalatok, különös tekintettel a gipszkötésre, 1869. Belindek maggali mérgezésről, Közlemények a szegény gyermek-kórházból, Enyvvédtömlőkről, 1870. A szerzett agyvizkór idült alakjáról, A víziszonyról, 1871. A bőr alá fecskendezési gyógymód értéke a gyermekgyógyászatban, A gyermekápolásról, 1872. A prágai gyermekkórházról, A stettini gyermekkórházról, A bécsi lelenczházról, 1874. Adatok a himlő gyógytanához); a lipcsei Jahrbuch für Kinderheilkundeban a gyermekápolásra és a gyermekbetegségekre vonatkozólag számos értekezés, cikk és műbírálat jelent meg tőle.